# Mohiro Kitō
Mohiro Kitō (鬼頭 莫宏, Kitō Mohiro, parfois transcrit Mohiro Kitoh) né le 8 août 1966 dans la préfecture d'Aichi est le créateur de Narutaru et de Bokurano, qui ont tous deux été adaptés en anime.

## Biographie
Il est diplômé de l'institut technique de Nagoya.

## Style
L'approche scénaristique et graphique de Kitō est unique et rapidement identifiable. Ces histoires et son style visuel nous emporte presque toujours dans les aspects les plus sombres de la personnalité humaine en se concentrant sur ses faiblesses et sa cruauté.
Les personnages qu'il dessine sont souvent minces, élancés et dégingandés pour leur ages. Ses demoiselles, contrairement à la plupart des mangas, sont proportionnées sans exubérances morphologiques. Ces jeunes hommes sont rarement très définis musculairement, sauf dans des plans extrêmement rapprochés. Les visages sont souvent petits et subtilement expressifs (ce qui oblige une lecture très attentive de son œuvre pour y déceler les motivations de certains personnages). La nudité est fréquente dans son travail, mais sans aucune recherche de sensualité. Kitō semble même associer le sexe à quelque chose de brutal et avilissant comme un acte de domination ou de manipulation. Même dans les éditions originales, les parties intimes sont omises ou occultées de façons diverses. Cet élément se confirme pour la totalité de sa bibliographie.
Kitō privilégie les histoires pessimistes, n'hésite pas à tuer des personnages majeurs, employant des personnages émotionnellement instables et décrivant ou laissant entendre des scènes violentes ou sexuellement chargés (tortures, viols, voire suggestions d'actes de pédophilie ou d'inceste). Ceci est particulièrement vrai pour Narutaru censuré dans sa version américaine (Shadow Star) et sa publication abandonnée en français.

## Ses œuvres
- Juin 1987 : Zansho (Dernières chaleurs de l'été), (Grand prix du nouveau comics dans Weekly Shōnen Sunday, dans le numéro 28 de 1987: sous le nom de Tomohiro Kitō / rassemblé dans le tankōbon Zansho)

- Août 1994 : Sanchōme Kōsaten Denshinbashira no Ue no Kanojo (La fille en haut du poteau téléphonique au carrefour du troisième district, Grand prix du nouveau manga dans Weekly Shōnen Champion, dans le numéro double 37-38 de 1994: sous le nom de Matsugo Kitō / rassemblé dans le tankōbon Zansho)

- Novembre 1995 : Vendemiaire no migite (La main droite de Vendémiaire, Grand prix des quatre saisons dans Monthly Afternoon, dans le numéro de janvier 1996 / rassemblé dans le tankōbon Vendemiaire no tsubasa)

- Juin 1996 : Vendemiaire no tsubasa (Les ailes de Vendémiaire, du numéro d'août 1996 au numéro de janvier 1998 de Monthly Afternoon / 2 volumes au total)

- Mars 1998 : Naru Taru (Du numéro de mai 1998 au numéro de décembre 2003 de Monthly Afternoon / 12 volumes au total)

- Novembre 1999 : Shinna 1905 - Tomikorotsu senki (Sinna 1905 - Une chronique de guerre, Biblos Editions, 1 volume au total)

- Août 2000 : Kaseiso ni Hana o Motte (J'apporte des fleurs à la villa Kasei, Monthly Afternoon series, numéro spécial #4 / rassemblé dans le tankōbon Zansho).

- Septembre 2002 : Yogoreta Kirena (Sali, blanchi, Dans le numéro de novembre 2002 de Monthly Afternoon / rassemblé dans le tankōbon Zansho)

- Décembre 2002 : A et R, (Dans le numéro GT 6 de Weekly Young Magazine, et le numéro spécial 1/9 de Vélos & Voitures / rassemblé dans le tankōbon Zansho)

- Juin 2003 : Papa no Uta (la chanson de papa, Dans le numéro 29 de Weekly Young Magazine 2003 / rassemblé dans le tankōbon Zansho)

- Juillet 2003 : Nasu Andalushia no Natsu - Seisaku Genba Hōmonki (Nasu : un été andalou - Interview sur les lieux de production), réuni dans le livre-magazine Un été andalou et autres aubergines

- Août 2003 : Kakutoshi no Yume (Hallucination from the womb), (Du volume 23 au volume 35 de Manga Erotics F / 1 volume au total)

- Novembre 2003 : Bokurano, (Depuis le numéro de janvier 2004 de Ikki Monthly, toujours en cours de publication)

- Mai 2004 : Sora he no Mon (La porte vers l'espace), (Dans le numéro de juin 2004 de Mystery Bonita / rassemblé dans le tankōbon Comic Shin'ichi Hoshi - Sora he no Mon)

- Juin 2004 : Pochi no Basho (Chez Pochi, dans le numéro d'août 2004 de Ikki Monthly / rassemblé dans le tankōbon Zansho)

- Novembre 2006 : Owari to Hajimari no Mairusu (Miles des fins et des débuts), depuis le volume 42 de Manga Erotics F, toujours en cours de publication

- Avril 2008 : Kare no Satsujin Keikaku (Son projet d'assassinat, dans le numéro de Mai 2008 de Jump Square)